# Joseph-François Laflèche
Pour les articles homonymes, voir Laflèche.
 (janvier 2013).
Si vous disposez d'ouvrages ou d'articles de référence ou si vous connaissez des sites web de qualité traitant du thème abordé ici, merci de compléter l'article en donnant les références utiles à sa vérifiabilité et en les liant à la section « Notes et références ».
Joseph-François Laflèche (4 octobre 1879-2 juin 1945) fut un médecin et homme politique fédéral du Québec.

## Biographie
Né à Saint-Wenceslas dans la région du Centre-du-Québec, Joseph-François Laflèche fit ses études à Trois-Rivières et au Séminaire de Nicolet. Après avoir obtenu un baccalauréat en arts du Séminaire de Sherbrooke, il poursuivit une formation en médecine lui permettant de pratiquer cette fonction dans l'État américain du Maine.
Élu député du Parti conservateur dans la circonscription fédérale de Richmond—Wolfe en 1930, il fut défait par le libéral James Patrick Mullins en 1935.